# 南京民国建筑

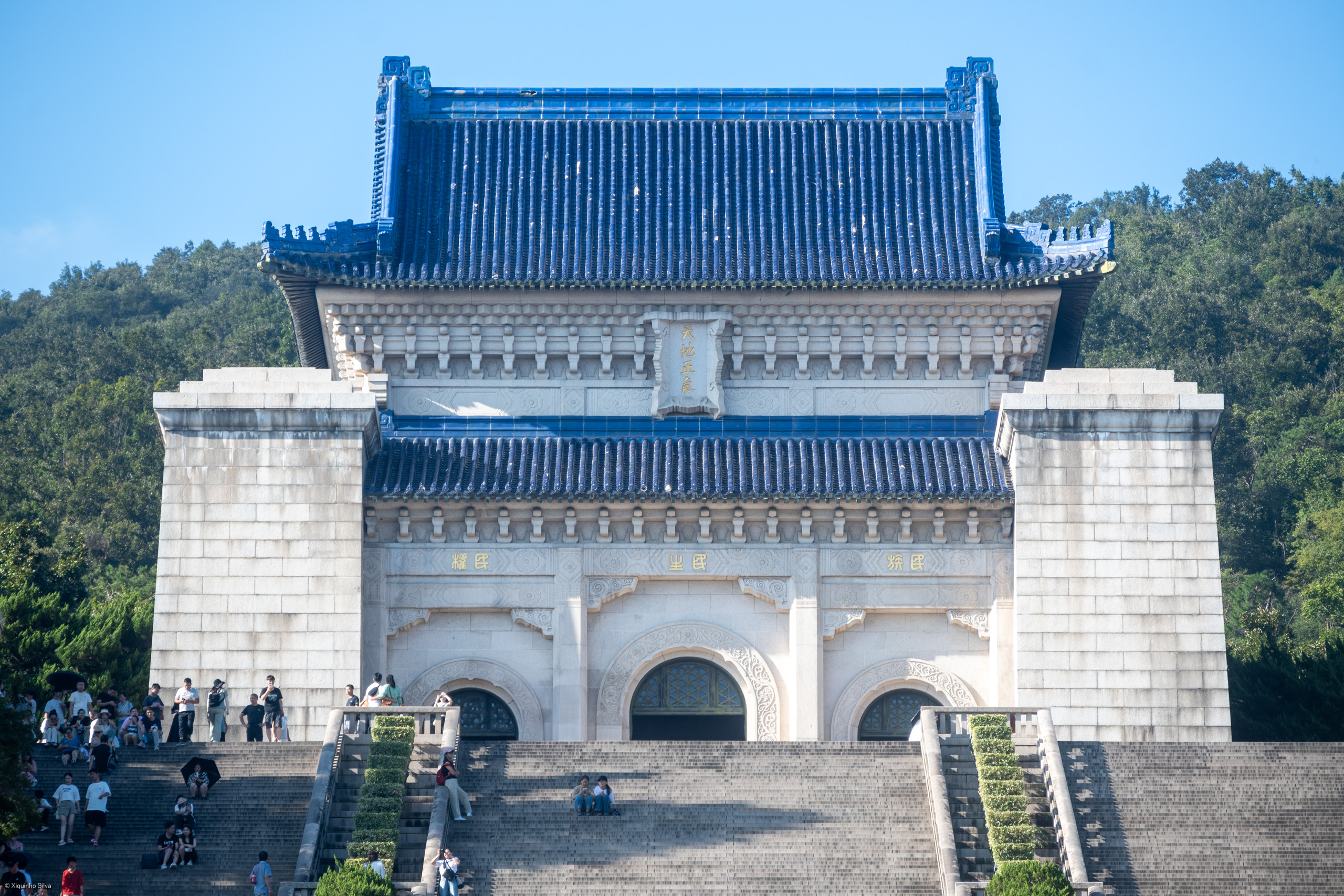
中山陵祭堂

1927年，中華民國國民政府定都于南京，在此留下了众多的民国建筑。在长江路、中山东路和中山北路沿线，密集地分布着国民政府各部院的行政办公大楼，它们大多是仿古典风格或中西合璧风格，也有部分属于现代主义风格。
2001年，9幢建筑被列为全国重点文物保护单位，它們是位於中山北路32号的原国民政府外交部大楼（现为江苏省人大常委会办公地）、中山北路101号国民政府最高法院旧址（现为江苏省商业厅、粮食局等单位办公地）、中山北路303号原国民政府交通部大楼（现为解放军南京政治学院西院）、中山北路252、254号国民政府行政院旧址（现为中国人民解放军南京政治学院东院）、中山东路309号国民党中央党史史料陈列馆（现为中国第二历史档案馆）、中山东路311号中央监察委员会（曾为南京军区档案馆）、北京东路41、43号国民政府考试院旧址（现为南京市人民政府）、湖南路10号临时政府参议院旧址（清朝江苏省咨议局、国民党中央党部，现为江苏省军区司令部）、中山门外小红山主席官邸（俗称美龄宫）。此外，著名建筑还有国际联欢社（今南京饭店）、英国驻华使馆（今双门楼宾馆）、励志社（今江苏省会议中心）、美军顾问团AB大楼（今华东饭店）等。
位于紫金山南麓的中山陵，是中国国民党总理孙中山的陵寝，中国最宏伟的现代陵墓；位于长江路292号的总统府，是中华共和的象征建筑，含原临时大总统府、两江总督署总督府遗址，设有南京中国近代史遗址博物馆。西花园煦园是著名江南园林。
颐和路附近的公馆区也被完好的保留了下来。位于颐和路38号的一处民国建筑为三层西式小楼，纯以立方体为建筑语言，是汪精卫的公馆。位于白下区利济巷2号的一处建筑，是日军侵华时期设立的慰安所遗址。位于长江路东段，汉府街偏北的梅园新村30号、35号和17号，紧临总统府东150米，是当年国共谈判，中国共产党代表团的办公原址。1946年5月至1947年3月，以周恩来为首的中国共产党代表团，在这里同中國國民黨政府进行了10个月零4天的谈判。
在南京的众多民国建筑中，大学校园也是其中突出的景观。2006年，國立中央大學旧址（现东南大学四牌楼校区）、金陵大学旧址（现南京大学鼓楼校区）和金陵女子大学旧址（现南京师范大学随园校区）同时被列为全国重点文物保护单位。

## 建筑列表

### 政府機關

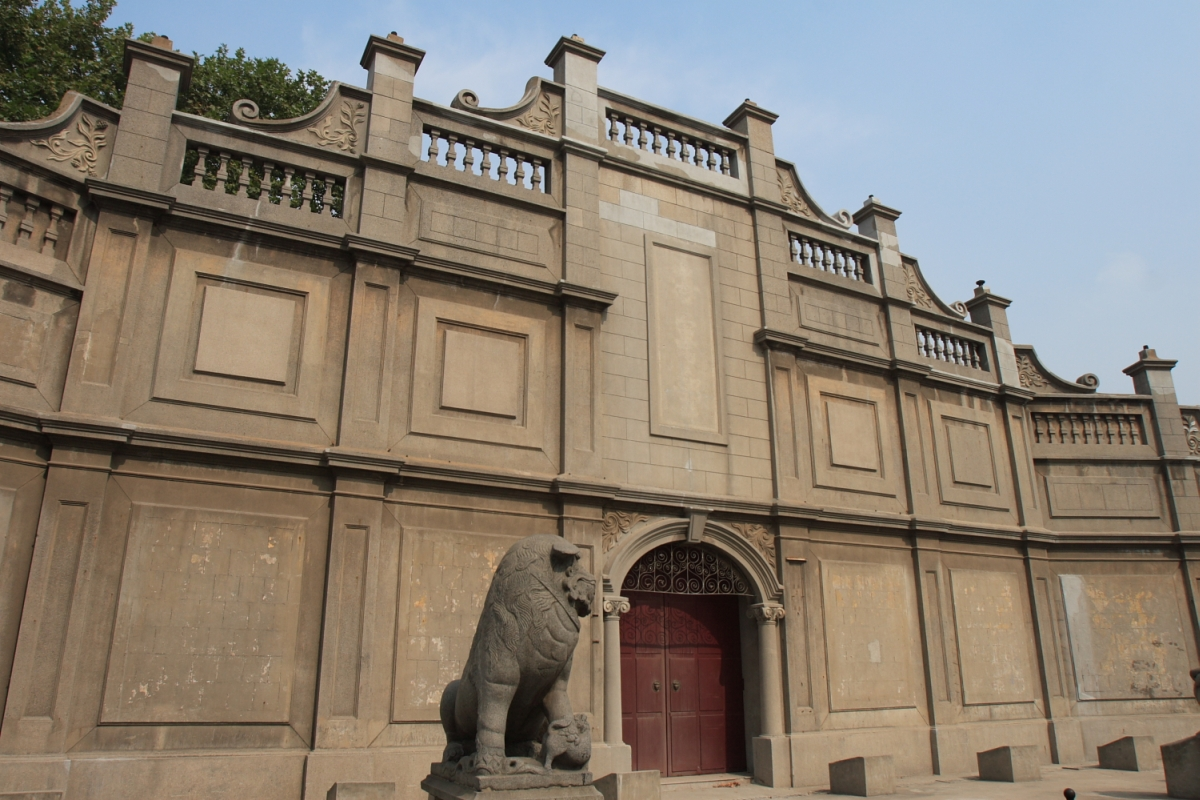
海軍部 （舊江南水師學堂）

- 南京中華民國總統府舊址
- 南京市政府舊址
- 國民政府主席官邸舊址
- 國民大會堂舊址
- 國民政府行政院舊址
- 國民政府立法院、監察院舊址
- 國民政府司法院舊址
- 國民政府交通部舊址
- 國民政府外交部舊址
- 國民政府考試院舊址
- 國民政府聯勤總部舊址
- 國民政府經濟部舊址
- 國民政府國防部舊址
- 國民政府最高法院舊址
- 國民政府最高檢察署舊址
- 國民政府鐵道部舊址
- 國民政府財政部舊址
- 國民政府國史館舊址
- 國民政府教育部舊址
- 國民政府資源委員會舊址
- 國立北平故宮博物院南京古物保存庫舊址
- 國民政府蒙藏委員會舊址
- 中國國民黨中央監察委員會舊址
- 臨時政府參議院舊址（後中國國民黨中央黨部）
- 中國國民黨中央黨史史料陳列館舊址
- 首都高等法院
- 中央陸軍軍官學校舊址
- 勵志社舊址
- 海軍總司令部舊址 海軍部 （舊江南水師學堂）

### 公共建築
- 原國立中央博物院舊址
- 國立紫金山天文台舊址
- 國立美術陳列館舊址
- 陵園新村郵局舊址
- 中央醫院舊址
- 中央體育場舊址
- 中國國民黨中央廣播電台舊址
- 揚子飯店舊址
- 首都飯店舊址
- 福昌飯店舊址
- 大華大戲院舊址
- 首都大戲院舊址
- 新都大戲院舊址
- 世界大戲院舊址
- 江蘇郵政管理局舊址
- 華僑招待所舊址
- 國際聯歡社舊址
- 馬林醫院舊址
- 民国首都电厂旧址[2]

### 公館
- 孫科公館舊址
- 宋子文住宅舊址
- 李宗仁公館舊址
- 何應欽公館舊址
- 馬歇爾公館舊址
- 孔祥熙公館舊址
- 閻錫山公館舊址
- 汪精衛公館舊址
- 陳誠公館舊址
- 蔣緯國公館舊址
- 陳果夫、陳立夫公館舊址
- 周佛海公館舊址
- 白崇禧公館舊址

### 外交代表机构
- 美國駐中華民國大使館舊址
- 法國駐中華民國大使館舊址
- 英國駐中華民國大使館舊址
- 日本駐中華民國大使館舊址
- 荷蘭駐中華民國大使館舊址
- 加拿大駐中華民國大使館舊址
- 比利時駐中華民國大使館舊址
- 蘇聯駐中華民國大使館舊址
- 埃及駐中華民國大使館舊址
- 墨西哥駐中華民國大使館舊址
- 巴西駐中華民國大使館舊址
- 義大利駐中華民國大使館舊址
- 澳大利亞駐中華民國大使館舊址
- 美國軍事顧問團公寓舊址

### 墓葬

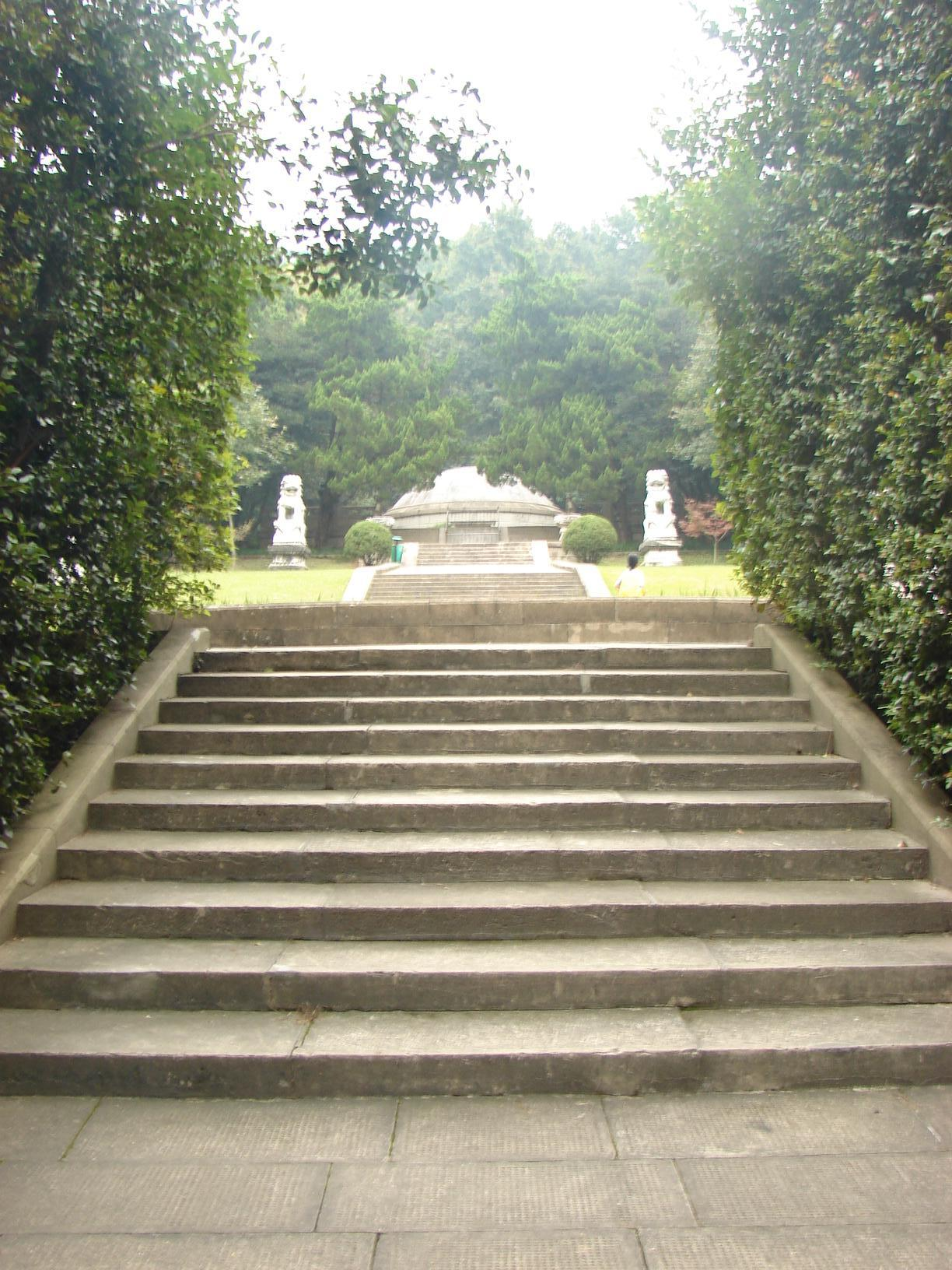
谭延闿墓，由工程師劉寶鍔主責建成。

- 中山陵
- 鄧演達墓
- 廖仲愷、何香凝墓
- 譚延闓墓
- 范鸿仙墓
- 國民革命軍陣亡將士公墓
- 航空烈士公墓
- 粵軍陣亡將士墓
- 菊花台九烈士墓

### 其他
- 楊廷寶住宅
- 桂林石屋
- 中山植物園

### 金融機構

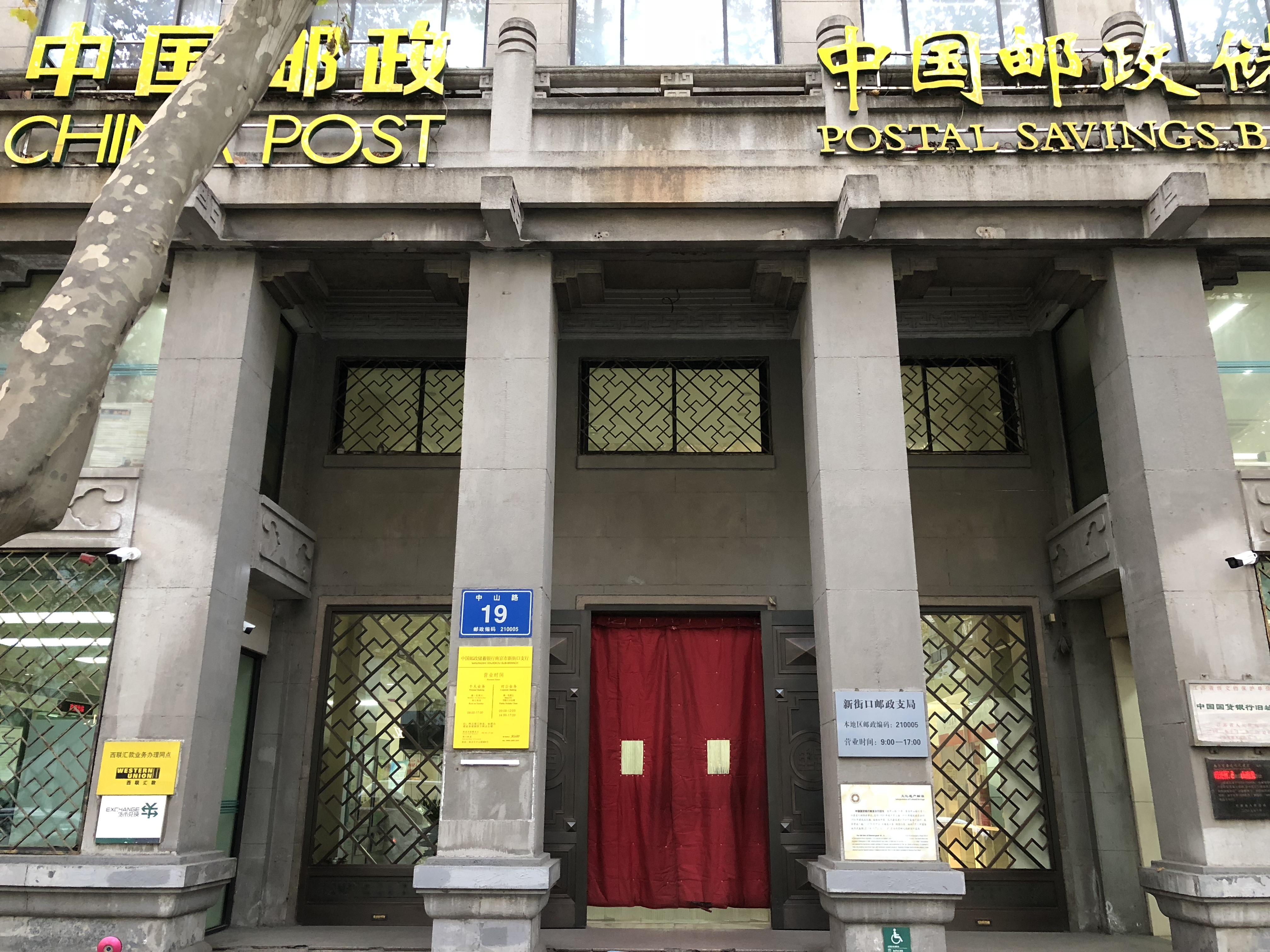
中國國貨銀行南京分行舊址大門

- 中國銀行南京分行舊址
- 中南銀行南京分行舊址
- 浙江興業銀行舊址
- 交通銀行南京分行舊址
- 中國國貨銀行南京分行舊址
- 上海商业储蓄银行南京分行旧址[3]
- 南京邮电局旧址

### 教堂
- 石鼓路天主堂
- 莫愁路基督教堂
- 基督教聖公會聖保羅堂

### 学校和研究机构
- 原國立中央政治大學門樓
- 中央研究院舊址
- 原中央大學
- 金陵大學舊址（含汇文书院钟楼）
- 金陵女子大學舊址